# Andrea Šušnjara
Andrea Šušnjara (Split, 26. veljače 1987.) hrvatska je pjevačica i bivši vokal grupe Magazin. S Igorom Cukrovom predstavljala je Hrvatsku na Pjesmi Eurovizije 2009. s pjesmom Lijepa Tena. Zajedno su pobijedili na Dori 2009. godine. Na Euroviziji su se natjecali u drugom polufinalu. Prošli su uz pomoć žirija. U finalu su završili 18. s 45 bodova.
Također se natjecala na Dori 2004. s pjesmom "Noah" i u finalu je završila druga iza Ivana Mikulića. Od 2010. do 2024. godine bila je pjevačica grupe Magazin.

## Diskografija

### Singlovi

#### Samostalano
- 2004. – "Noah"
- 2004. – "Kad zažmirim"
- 2005. – "Ljudi s mora"
- 2009. – "Lijepa Tena" (s Igorom Cukrovim)
- 2014. – "Zapjevajmo onu našu" (Mejasi ft. Andrea Šušnjara)
- 2024. – "Ja bi još"

#### S Magazinom
- 2010. – "Sijamski blizanci"
- 2010. – "Kemija"
- 2011. – "Još se ne bi udala"
- 2011. – "Luzer"
- 2011. – "Maslačak"
- 2012. – "Jutro nakon"
- 2012. – "Muško bez karaktera"
- 2012. – "Dušu nemaš da me na njoj nosiš"
- 2013. – "Parada"
- 2013. – "Isti ko ti"
- 2014. – "NO, NO, NO"
- 2014. – "Školovana da preživim"
- 2015. – "Doktore"
- 2015. – "Maskara"
- 2016. – "Ima dana"
- 2016. – "Macho man"
- 2017. – "Žena, a ne broj"
- 2018. – "Titanik"
- 2018. – "Dan pobjede"
- 2019. – "Lozinka za sreću"
- 2020. – "Samo da se zna (jaka sam ti ja)"